# ベン・ラーナー
ベンジャミン・S・ラーナー（英語: Benjamin S. Lerner、1979年2月4日 - ）は、アメリカの詩人、小説家、エッセイスト、批評家、教師。フルブライト財団、グッゲンハイム財団、マッカーサー財団のフェローシップを得た。全米図書賞（詩部門）、ピューリッツァー賞（フィクション部門）の最終候補者。ブルックリン・カレッジで教鞭をとり、2016年には英語学の特別教授に任命された。

## 人物
ラーナーはカンザス州トピーカで生まれ育つ。（カンザス州トピーカは自身の作品にも登場する）母親は臨床心理学者のハリエット・ラーナー。トピーカ高校でディベートと法医学に取り組み、1997年の全米法医学リーグ国際即興スピーキング大会で優勝した。ブラウン大学では詩人のC・D・ライトに師事し、政治理論の学士号と詩の修士号を取得した。
2008年、ラーナーはイギリスの学術出版物『クリティカル・クォータリー』で詩の編集を始めた。2016年にはハーパーズ初の詩の編集者となった。カリフォルニア芸術大学とピッツバーグ大学で教鞭をとり、2010年にはブルックリン・カレッジの修士課程の教員となった。
2016年、ラーナーはニューヨーク人文科学研究所のフェローとなった。 2015年にはマッカーサー・フェローシップを受けた。

## 作品
52編からなるソネット集『The Lichtenberg Figures』でヘイデン・カルース賞を受賞。Library Journal誌はこの詩集を2004年のベスト12に選んだ。
2003年、ラーナーはフルブライト奨学金を得てスペインのマドリードを訪れ、そこで2作目の詩集『Angle of Yaw』を執筆、2006年に出版された。この詩集は全米図書賞の最終候補に選ばれた。その後、2010年に3作目の詩集『Mean Free Path』が出版された。
2011年に出版されたラーナーの処女小説『Leaving the Atocha Station』はビリーバー・ブック・アワードを受賞し、ロサンゼルス・タイムズ・ブック賞（アート・サイデンバウム賞処女小説部門）とニューヨーク公共図書館のヤング・ライオンズ・フィクション賞の最終候補作となった。ガーディアン紙に寄稿したジェフ・ダイヤーは、この作品を「未来からの彗星のような予感がするほど、文体も形式も光り輝く独創的な作品」と評した。
ラーナーの2作目の小説『10:04』は、パリ・レビュー誌のテリー・サザン賞を受賞した。ロサンゼルス・レビュー・オブ・ブックスに寄稿したマギー・ネルソンは、『10:04』を 「完璧に近い文学作品」と評した。
ラーナーの3作目の小説『The Topeka School』は2019年に出版され、二ューヨーク・タイムズ・ブックレビューにおいて「最近のアメリカ小説における高水準の作品」と評された。ジャイルズ・ハーヴェイはニューヨーク・タイムズ・マガジンで、「同世代で最も才能ある作家による最高傑作」と評した。ハーパーズ誌に寄稿したクリスティン・スモールウッドは、ラーナーを「理論的でありながら会話的でもある、最高の才能を持った散文家」 と評した。
『The Topeka School』は、ロサンゼルス・タイムズ・ブック賞を受賞し、2020年ピューリッツァー賞フィクション部門の最終候補作となった。
ラーナーは『The Topeka School』について、とりわけ2016年のドナルド・トランプ当選を予感させる1990年代の「白人男性の暴力的なアイデンティティの危機」をテーマにしていると述べている。この小説の主要な対立のひとつは、主人公アダムと彼の両親によってほとんど無意識に受け入れられている、当時の一般的な政治的中道主義や「歴史の終わり」のレトリックと、トピーカを拠点とするウェストボロ・バプティスト教会の抗議活動によって極端な形で声高に叫ばれる右翼の怒りの底流との間にある。批評家はまた、有害な男らしさや、「Spread」というディベートのテクニックに象徴される、コミュニケーション手段としての言語の崩壊というテーマも指摘している。

2023年、ラーナーは韻文と散文詩からなる4作目の長編詩集『The Lights』を出版した。ニューヨーク・タイムズ紙で、スリカンス・レディは次のように書いている。「"声は存在するために歌われなければならない"と主張する登場人物を創り出すのは詩人でなければならない。『The Lights』の詩人や小説家は、ボードレールの散文詩の実験を、現代アメリカの読者のための多層階の夢の家へと拡大した」　ザ・ニューヨーカー誌で、カムラン・ジャヴァディザデは『The Lights』を「世界をつなぐ詩」「気の遠くなるような美しさ」「極めて愛らしい」と評している。

## ウィキペディアに関する作品
ハーパーズ誌2023年12月号で、ラーナーは『The Hofmann Wobble: Wikipedia and the Problem of Historical Memory』と題するフィクションを発表した。この物語の中でラーナーは、ウィキペディアの編集・管理プロセスや、循環報告、ソックファーミング（ウィキペディアのページ作成者による不正行為の一種）、ウィキペディア上のスポンサー付きコンテンツなどの問題点に精通していることを示している。彼はこう説明する 「この短編ーあるいは架空のエッセイ（ラーナーの実際のプロジェクトにもとづくが、事実は架空の出来事に置き換えられている）は、複数のオンライン・アイデンティティを構築することで、ウィキペディアを善のために扱おうとする若者の努力について記したものである」

## 作品一覧
詩
- The Lichtenberg figures (2004)
- Angle of Yaw (2006)
- Mean Free Path (2010)
- No Art (2016)
- The Lights (2023)

小説
- Leaving the Atocha Station (2011)
- 『10:04（英語版）』木原善彦 訳、白水社、エクス・リブリス、2017年 ISBN 978-4-560-09050-3
- The Topeka School (2019)

ノンフィクション
- The Hatred of Poetry (2016)

## 受賞歴
- 2003 – Hayden Carruth Award
- 2003–2004 – Fulbright Fellowship
- 2006 – 最終候補、全米図書賞全米図書賞（詩部門）- Angle of Yaw[17]
- 2006 – Finalist, Northern California Book Awards for Angle of Yaw[18]
- 2007 – Kansas Notable Book Award for Angle of Yaw
- 2010–2011 – Howard Foundation Fellowship
- 2011 – Preis der Stadt Münster für internationale Poesie
- 2011 – Finalist, Los Angeles Times Book Prize for first fiction
- 2012 – Finalist, Young Lions Fiction Award of the New York Public Library[19]
- 2012 – Believer Book Award[20]
- 2012 – Finalist, William Saroyan International Prize for Writing[21]
- 2012 – Finalist, PEN/Bingham Award[22]
- 2013 – Finalist, James Tait Black Memorial Prize[23]
- 2013 – Guggenheim Fellowship
- 2014 – Terry Southern Fiction Prize from The Paris Review[24]
- 2014 – Finalist, Folio Prize[25]
- 2017 – named one of Granta's best young American novelists
- 2015–2020 – Winner, MacArthur Foundation Fellowship
- 2019 – Finalist, Folio Prize
- 2019 – 最終候補、全米図書賞（全米批評家協会賞）
- 2019 – Winner, Kansas Notable Book Award
- 2019 – Winner, Los Angeles Times Book Prize for Fiction
- 2020 – 最終候補、 ピューリッツァー賞（フィクション部門） - The Topeka School[26]
- 2024 – Long listed for The Griffin Prize for poetry